# Martin Höllwarth
Martin Höllwarth (Schwaz, 13 aprile 1974) è un ex saltatore con gli sci austriaco.

## Biografia
Debuttò in campo internazionale ai Mondiali juniores di Reit im Winkl del 1991, vincendo l'oro dal trampolino K70. In Coppa del Mondo esordì il 1º dicembre 1991 nella K90 di Thunder Bay (21°), conquistò il primo podio, valido anche per il Torneo dei quattro trampolini, il 6 gennaio 1992 nella K111 di Bischofshofen (2°) e la prima vittoria il 10 gennaio successivo nella K90 di Predazzo. In quindici stagioni di Coppa del Mondo ha ottenuto una trentina di piazzamenti individuali sul podio, arrivando tre volte secondo nel Torneo dei quattro trampolini, nel 1992, nel 2004 e nel 2005.
In carriera ha preso parte a tre edizioni dei Giochi olimpici invernali, Albertville 1992 (2° nel trampolino normale, 2° nel trampolino lungo, 2° nella gara a squadre), Nagano 1998 (43° nel trampolino lungo, 3° nella gara a squadre) e Salt Lake City 2002 (25° nel trampolino normale, 14° nel trampolino lungo, 4° nella gara a squadre), a sei dei Campionati mondiali, vincendo sei medaglie, e a tre dei Mondiali di volo (9° a Harrachov 2002 il miglior risultato).

## Palmarès

### Olimpiadi
- 4 medaglie:
  - 3 argenti (trampolino normale, trampolino lungo, gara a squadre a Albertville 1992)
  - 1 bronzo (gara a squadre a Nagano 1998)

### Mondiali
- 6 medaglie:
  - 3 ori (gara a squadre dal trampolino normale a Lahti 2001; gara a squadre dal trampolino normale, gara a squadre dal trampolino lungo a Oberstdorf 2005)
  - 3 bronzi (gara a squadre a Ramsau am Dachstein 1999; trampolino normale, gara a squadre dal trampolino lungo a Lahti 2001)

### Mondiali juniores
- 2 medaglie:
  - 1 oro (K70 a Reit im Winkl 1991)
  - 1 bronzo (K80 a Voukatti 1992)

### Coppa del Mondo
- Miglior piazzamento in classifica generale: 5º nel 2004 e nel 2005
- 43 podi (30 individuali, 13 a squadre):
  - 15 vittorie (9 individuali, 6 a squadre)
  - 9 secondi posti (6 individuali, 3 a squadre)
  - 19 terzi posti (15 individuali, 4 a squadre)

#### Coppa del Mondo - vittorie
| Data             | Località         | Nazione   | Trampolino                                                                              |
| ---------------- | ---------------- | --------- | --------------------------------------------------------------------------------------- |
| 10 gennaio 1992  | Predazzo         | Italia    | Giuseppe Dal Ben K90                                                                    |
| 12 gennaio 1992  | Predazzo         | Italia    | Giuseppe Dal Ben K120 (con Werner Rathmayr, Ernst Vettori e Andreas Felder)             |
| 28 marzo 1992    | Planica          | Slovenia  | Letalnica K120 (con Andreas Felder, Werner Rathmayr e Heinz Kuttin)                     |
| 19 dicembre 1992 | Sapporo          | Giappone  | Miyanomori K90                                                                          |
| 15 marzo 1996    | Oslo             | Norvegia  | Holmenkollen K110 (con Reinhard Schwarzenberger, Andreas Widhölzl e Andreas Goldberger) |
| 1º febbraio 1997 | Willingen        | Germania  | Mühlenkopf K120                                                                         |
| 13 gennaio 2002  | Willingen        | Germania  | Mühlenkopf K130 (con Andreas Goldberger, Stefan Horngacher e Andreas Widhölzl)          |
| 7 dicembre 2002  | Trondheim        | Norvegia  | Granåsen K120                                                                           |
| 14 dicembre 2002 | Titisee-Neustadt | Germania  | Hochfirst K120                                                                          |
| 15 dicembre 2002 | Titisee-Neustadt | Germania  | Hochfirst K120                                                                          |
| 18 gennaio 2004  | Zakopane         | Polonia   | Wielka Krokiew K120                                                                     |
| 6 gennaio 2005   | Bischofshofen    | Austria   | Paul Ausserleitner K1240                                                                |
| 12 febbraio 2005 | Pragelato        | Italia    | Stadio del Trampolino K140 (con Wolfgang Loitzl, Andreas Widhölzl e Thomas Morgenstern) |
| 10 marzo 2007    | Lahti            | Finlandia | Salpausselkä K130 (con Gregor Schlierenzauer, Andreas Kofler e Thomas Morgenstern)      |

#### Torneo dei quattro trampolini
- 9 podi di tappa[2]:
  - 1 vittoria
  - 4 secondi posti
  - 4 terzi posti

### Campionati austriaci
- 16 medaglie[3]:
  - 6 ori (K120 nel 1996; K105 nel 1997; K85 nel 1999; K105 nel 2003; K90, K120 nel 2004)
  - 7 argenti (K105 nel 1995; K80 nel 1996; K80, K120 nel 1998; K90, K105 nel 2002; K90 nel 2005)
  - 3 bronzi (K90 nel 1997; K90 nel 2000; K90 nel 2003)